# Campeonato Mundial de Campo a Través (femenino)
Los medallistas femeninos (individual y por equipos) del Campeonato Mundial de Campo a Través por año se enumeran a continuación.
Contando los resultados femeninos en la historia de estos campeonatos, Etiopía es la nación más exitosa, con 31 títulos mundiales (14 individual y 17 por equipos) y 79 medallas en total, en segundo lugar se encuentra Kenia con 27 títulos (13 individual y 14 por equipos) y 65 medallas en total. España ha obtenido tres medallas: dos de oro y una de bronce.

### Individual
| Núm.    | Año  | Sede                         | Oro                             | Plata                             | Bronce                          |
| ------- | ---- | ---------------------------- | ------------------------------- | --------------------------------- | ------------------------------- |
| I       | 1973 | Waregem · ( Bélgica)         | Paola Cacchi · Italia           | Joyce Smith Reino Unido           | Josée van Santberghe · Bélgica  |
| II      | 1974 | Monza · ( Italia)            | Paola Cacchi · Italia           | Nina Holmen · Finlandia           | Rita Ridley Reino Unido         |
| III     | 1975 | Rabat ( Marruecos)           | Julie Brown Estados Unidos      | Bronislawa Ludwichowska · Polonia | Carmen Valero · España          |
| IV      | 1976 | Chepstow ( Reino Unido)      | Carmen Valero · España          | Tatiana Kazankina URSS            | Gabriella Dorio · Italia        |
| V       | 1977 | Düsseldorf ( RFA)            | Carmen Valero · España          | Liudmila Bragina URSS             | Giana Romanova URSS             |
| VI      | 1978 | Glasgow ( Reino Unido)       | Grete Waitz · Noruega           | Natalia Mărăşescu · Rumania       | Maricica Puică · Rumania        |
| VII     | 1979 | Limerick ( Irlanda)          | Grete Waitz · Noruega           | Raisa Smejnova URSS               | Ellison Goodall Estados Unidos  |
| VIII    | 1980 | París ( Francia)             | Grete Waitz · Noruega           | Irina Bondarchuk URSS             | Elena Chernisheva URSS          |
| IX      | 1981 | Madrid · ( España)           | Grete Waitz · Noruega           | Jan Merrill Estados Unidos        | Elena Sipatova URSS             |
| X       | 1982 | Roma · ( Italia)             | Maricica Puică · Rumania        | Fita Lovin · Rumania              | Grete Waitz · Noruega           |
| XI      | 1983 | Gateshead ( Reino Unido)     | Grete Waitz · Noruega           | Alison Wiley · Canadá             | Tatiana Pozdniakova URSS        |
| XII     | 1984 | Nueva York ( Estados Unidos) | Maricica Puică · Rumania        | Galina Zajarova URSS              | Grete Waitz · Noruega           |
| XIII    | 1985 | Lisboa ( Portugal)           | Zola Budd Reino Unido           | Cathy Branta Estados Unidos       | Ingrid Kristiansen · Noruega    |
| XIV     | 1986 | Neuchâtel · ( Suiza)         | Zola Budd Reino Unido           | Lynn Jennings Estados Unidos      | Annette Sergent Francia         |
| XV      | 1987 | Varsovia · ( Polonia)        | Annette Sergent Francia         | Liz Lynch Reino Unido             | Ingrid Kristiansen · Noruega    |
| XVI     | 1988 | Auckland ( Nueva Zelanda)    | Ingrid Kristiansen · Noruega    | Angela Tooby Reino Unido          | Annette Sergent Francia         |
| XVII    | 1989 | Stavanger · ( Noruega)       | Annette Sergent Francia         | Nadezhda Stepanova URSS           | Lynn Williams · Canadá          |
| XVIII   | 1990 | Aix-les-Bains ( Francia)     | Lynn Jennings Estados Unidos    | Albertina Dias Portugal           | Elena Romanova URSS             |
| XIX     | 1991 | Amberes · ( Bélgica)         | Lynn Jennings Estados Unidos    | Derartu Tulu Etiopía              | Liz McColgan Reino Unido        |
| XX      | 1992 | Boston ( Estados Unidos)     | Lynn Jennings Estados Unidos    | Catherina McKiernan Irlanda       | Albertina Dias Portugal         |
| XXI     | 1993 | Amorebieta · ( España)       | Albertina Dias Portugal         | Catherina McKiernan Irlanda       | Lynn Jennings Estados Unidos    |
| XXII    | 1994 | Budapest · ( Hungría)        | Hellen Chepngeno Kenia          | Catherina McKiernan Irlanda       | Conceição Ferreira Portugal     |
| XXIII   | 1995 | Durham ( Reino Unido)        | Derartu Tulu Etiopía            | Catherina McKiernan Irlanda       | Sally Barsioso Kenia            |
| XXIV    | 1996 | Ciudad del Cabo ( Sudáfrica) | Gete Wami Etiopía               | Rose Cheruiyot Kenia              | Naomi Mugo Kenia                |
| XXV     | 1997 | Turín · ( Italia)            | Derartu Tulu Etiopía            | Paula Radcliffe Reino Unido       | Gete Wami Etiopía               |
| XXVI    | 1998 | Marrakech ( Marruecos)       | Sonia O'Sullivan Irlanda        | Paula Radcliffe Reino Unido       | Gete Wami Etiopía               |
| XXVI    | C.C. | Marrakech ( Marruecos)       | Sonia O'Sullivan Irlanda        | Zahra Ouaziz Marruecos            | Kutre Dulecha Etiopía           |
| XXVII   | 1999 | Belfast ( Reino Unido)       | Gete Wami Etiopía               | Merima Denboba Etiopía            | Paula Radcliffe Reino Unido     |
| XXVII   | C.C. | Belfast ( Reino Unido)       | Jackline Maranga Kenia          | Yamna Oubouhou-Belkacem Francia   | Annemarie Sandell · Finlandia   |
| XXVIII  | 2000 | Vilamoura ( Portugal)        | Derartu Tulu Etiopía            | Gete Wami Etiopía                 | Susan Chepkemei Kenia           |
| XXVIII  | C.C. | Vilamoura ( Portugal)        | Kutre Dulecha Etiopía           | Zahra Ouaziz Marruecos            | Margaret Ngotho Kenia           |
| XXIX    | 2001 | Ostende · ( Bélgica)         | Paula Radcliffe Reino Unido     | Gete Wami Etiopía                 | Lydia Cheromei Kenia            |
| XXIX    | C.C. | Ostende · ( Bélgica)         | Gete Wami Etiopía               | Paula Radcliffe Reino Unido       | Edith Masai Kenia               |
| XXX     | 2002 | Dublín ( Irlanda)            | Paula Radcliffe Reino Unido     | Deena Drossin Estados Unidos      | Colleen de Reuck Estados Unidos |
| XXX     | C.C. | Dublín ( Irlanda)            | Edith Masai Kenia               | Werknesh Kidane Etiopía           | Isabella Ochichi Kenia          |
| XXXI    | 2003 | Lausana · ( Suiza)           | Werknesh Kidane Etiopía         | Deena Drossin Estados Unidos      | Merima Denboba Etiopía          |
| XXXI    | C.C. | Lausana · ( Suiza)           | Edith Masai Kenia               | Werknesh Kidane Etiopía           | Jane Wanjiku Kenia              |
| XXXII   | 2004 | Bruselas · ( Bélgica)        | Benita Johnson Estados Unidos   | Ejegayehu Dibaba Etiopía          | Werknesh Kidane Etiopía         |
| XXXII   | C.C. | Bruselas · ( Bélgica)        | Edith Masai Kenia               | Tirunesh Dibaba Etiopía           | Teyba Erkesso Etiopía           |
| XXXIII  | 2005 | Saint-Galmier ( Francia)     | Tirunesh Dibaba Etiopía         | Alice Timbilili Kenia             | Werknesh Kidane Etiopía         |
| XXXIII  | C.C. | Saint-Galmier ( Francia)     | Tirunesh Dibaba Etiopía         | Werknesh Kidane Etiopía           | Isabella Ochichi Kenia          |
| XXXIV   | 2006 | Fukuoka ( Japón)             | Tirunesh Dibaba Etiopía         | Lornah Kiplagat · Países Bajos    | Meselech Melkamu Etiopía        |
| XXXIV   | C.C. | Fukuoka ( Japón)             | Gelete Burika Etiopía           | Priscah Jepleting Kenia           | Meselech Melkamu Etiopía        |
| XXXV    | 2007 | Mombasa ( Kenia)             | Lornah Kiplagat · Países Bajos  | Tirunesh Dibaba Etiopía           | Meselech Melkamu Etiopía        |
| XXXVI   | 2008 | Edimburgo ( Reino Unido)     | Tirunesh Dibaba Etiopía         | Mestawet Tufa Etiopía             | Linet Chepkwemoi Masai Kenia    |
| XXXVII  | 2009 | Amán ( Jordania)             | Florence Jebet Kiplagat Kenia   | Linet Chepkwemoi Masai Kenia      | Meselech Melkamu Etiopía        |
| XXXVIII | 2010 | Bydgoszcz · ( Polonia)       | Emily Chebet Kenia              | Linet Chepkwemoi Masai Kenia      | Meselech Melkamu Etiopía        |
| XXXIX   | 2011 | Punta Umbría · ( España)     | Vivian Jepkemoi Cheruiyot Kenia | Linet Chepkwemoi Masai Kenia      | Shalane Flanagan Estados Unidos |
| XL      | 2013 | Bydgoszcz · ( Polonia)       | Emily Chebet Kenia              | Hiwot Ayalew Etiopía              | Belaynesh Oljira Etiopía        |
| XLI     | 2015 | Guiyang ( China)             | Agnes Jebet Tirop Kenia         | Senbere Teferi Etiopía            | Netsanet Gudeta Etiopía         |
| XLII    | 2017 | Kampala ( Uganda)            | Irene Chepet Cheptai Kenia      | Alice Aprot Nawowuna Kenia        | Lilian Kasait Rengeruk Kenia    |
| XLIII   | 2019 | Aarhus ( Dinamarca)          | Hellen Obiri Kenia              | Dera Dida Etiopía                 | Letesenbet Gidey Etiopía        |
| XLIV    | 2023 | Bathurst ( Australia)        | Beatrice Chebet Kenia           | Tsigie Gebreselama Etiopía        | Agnes Jebet Ngetich Kenia       |
| XLV     | 2024 | Belgrado ( Serbia)           | Beatrice Chebet Kenia           | Lilian Kasait Rengeruk Kenia      | Margaret Kipkemboi Kenia        |

- C.C. –  carrera corta

### Por equipo
| Núm.    | Año  | Sede                         | Oro            | Plata          | Bronce         |
| ------- | ---- | ---------------------------- | -------------- | -------------- | -------------- |
| I       | 1973 | Waregem · ( Bélgica)         | Etiopía        | Kenia          | Australia      |
| II      | 1974 | Monza · ( Italia)            | Reino Unido    | Italia         | Finlandia      |
| III     | 1975 | Rabat ( Marruecos)           | Estados Unidos | Nueva Zelanda  | Polonia        |
| IV      | 1976 | Chepstow ( Reino Unido)      | URSS           | Italia         | Estados Unidos |
| V       | 1977 | Düsseldorf ( RFA)            | URSS           | Estados Unidos | Nueva Zelanda  |
| VI      | 1978 | Glasgow ( Reino Unido)       | Rumania        | Estados Unidos | Reino Unido    |
| VII     | 1979 | Limerick ( Irlanda)          | Estados Unidos | URSS           | Reino Unido    |
| VIII    | 1980 | París ( Francia)             | URSS           | Reino Unido    | Estados Unidos |
| IX      | 1981 | Madrid · ( España)           | URSS           | Estados Unidos | Italia         |
| X       | 1982 | Roma · ( Italia)             | URSS           | Italia         | Reino Unido    |
| XI      | 1983 | Gateshead ( Reino Unido)     | Estados Unidos | URSS           | Canadá         |
| XII     | 1984 | Nueva York ( Estados Unidos) | Estados Unidos | Reino Unido    | Nueva Zelanda  |
| XIII    | 1985 | Lisboa ( Portugal)           | Estados Unidos | URSS           | Nueva Zelanda  |
| XIV     | 1986 | Neuchâtel · ( Suiza)         | Reino Unido    | Nueva Zelanda  | Francia        |
| XV      | 1987 | Varsovia · ( Polonia)        | Estados Unidos | Francia        | URSS           |
| XVI     | 1988 | Auckland ( Nueva Zelanda)    | URSS           | Reino Unido    | Francia        |
| XVII    | 1989 | Stavanger · ( Noruega)       | URSS           | Francia        | Estados Unidos |
| XVIII   | 1990 | Aix-les-Bains ( Francia)     | URSS           | Etiopía        | Portugal       |
| XIX     | 1991 | Amberes · ( Bélgica)         | Kenia          | Etiopía        | URSS           |
| XX      | 1992 | Boston ( Estados Unidos)     | Kenia          | Estados Unidos | Etiopía        |
| XXI     | 1993 | Amorebieta · ( España)       | Kenia          | Japón          | Francia        |
| XXII    | 1994 | Budapest · ( Hungría)        | Portugal       | Etiopía        | Kenia          |
| XXIII   | 1995 | Durham ( Reino Unido)        | Kenia          | Etiopía        | Rumania        |
| XXIV    | 1996 | Ciudad del Cabo ( Sudáfrica) | Kenia          | Etiopía        | Rumania        |
| XXV     | 1997 | Turín · ( Italia)            | Etiopía        | Kenia          | Irlanda        |
| XXVI    | 1998 | Marrakech ( Marruecos)       | Kenia          | Etiopía        | Reino Unido    |
| XXVI    | C.C. | Marrakech ( Marruecos)       | Marruecos      | Etiopía        | Estados Unidos |
| XXVII   | 1999 | Belfast ( Reino Unido)       | Etiopía        | Kenia          | Portugal       |
| XXVII   | C.C. | Belfast ( Reino Unido)       | Francia        | Etiopía        | Marruecos      |
| XXVIII  | 2000 | Vilamoura ( Portugal)        | Etiopía        | Kenia          | Estados Unidos |
| XXVIII  | C.C. | Vilamoura ( Portugal)        | Portugal       | Etiopía        | Francia        |
| XXIX    | 2001 | Ostende · ( Bélgica)         | Kenia          | Etiopía        | Francia        |
| XXIX    | C.C. | Ostende · ( Bélgica)         | Etiopía        | Kenia          | Rumania        |
| XXX     | 2002 | Dublín ( Irlanda)            | Etiopía        | Estados Unidos | Kenia          |
| XXX     | C.C. | Dublín ( Irlanda)            | Etiopía        | Kenia          | Irlanda        |
| XXXI    | 2003 | Lausana · ( Suiza)           | Etiopía        | Kenia          | Estados Unidos |
| XXXI    | C.C. | Lausana · ( Suiza)           | Kenia          | Etiopía        | Marruecos      |
| XXXII   | 2004 | Bruselas · ( Bélgica)        | Etiopía        | Kenia          | Reino Unido    |
| XXXII   | C.C. | Bruselas · ( Bélgica)        | Etiopía        | Kenia          | Canadá         |
| XXXIII  | 2005 | Saint-Galmier ( Francia)     | Etiopía        | Kenia          | Portugal       |
| XXXIII  | C.C. | Saint-Galmier ( Francia)     | Etiopía        | Kenia          | Estados Unidos |
| XXXIV   | 2006 | Fukuoka ( Japón)             | Etiopía        | Kenia          | Japón          |
| XXXIV   | C.C. | Fukuoka ( Japón)             | Etiopía        | Kenia          | Australia      |
| XXXV    | 2007 | Mombasa ( Kenia)             | Etiopía        | Kenia          | Marruecos      |
| XXXVI   | 2008 | Edimburgo ( Reino Unido)     | Etiopía        | Kenia          | Australia      |
| XXXVII  | 2009 | Amán ( Jordania)             | Kenia          | Etiopía        | Portugal       |
| XXXVIII | 2010 | Bydgoszcz · ( Polonia)       | Kenia          | Etiopía        | Estados Unidos |
| XXXIX   | 2011 | Punta Umbría · ( España)     | Kenia          | Etiopía        | Estados Unidos |
| XL      | 2013 | Bydgoszcz · ( Polonia)       | Kenia          | Etiopía        | Baréin         |
| XLI     | 2015 | Guiyang ( China)             | Etiopía        | Kenia          | Uganda         |
| XLII    | 2017 | Kampala ( Uganda)            | Kenia          | Etiopía        | Baréin         |
| XLIII   | 2019 | Aarhus ( Dinamarca)          | Etiopía        | Kenia          | Uganda         |
| XLIV    | 2023 | Bathurst ( Australia)        | Kenia          | Etiopía        | Uganda         |
| XLV     | 2024 | Belgrado ( Serbia)           | Kenia          | Etiopía        | Uganda         |

- C.C. –  carrera corta

## Medallero histórico
- Actualizado a Belgrado 2024.

| Núm. | País           | Oro | Plata | Bronce | Total |
| ---- | -------------- | --- | ----- | ------ | ----- |
| 1    | Etiopía        | 31  | 33    | 16     | 80    |
| 2    | Kenia          | 29  | 25    | 15     | 69    |
| 3    | Estados Unidos | 11  | 10    | 13     | 34    |
| 4    | URSS           | 8   | 9     | 7      | 24    |
| 5    | Reino Unido    | 6   | 9     | 8      | 23    |
| 6    | Noruega        | 6   | 0     | 4      | 10    |
| 7    | Francia        | 3   | 3     | 7      | 13    |
| 8    | Rumania        | 3   | 2     | 4      | 9     |
| 9    | Portugal       | 3   | 1     | 6      | 10    |
| 10   | Irlanda        | 2   | 4     | 2      | 8     |
| 11   | Italia         | 2   | 3     | 2      | 7     |
| 12   | España         | 2   | 0     | 1      | 3     |
| 13   | Marruecos      | 1   | 2     | 3      | 6     |
| 14   | Países Bajos   | 1   | 1     | 0      | 2     |
| 15   | Nueva Zelanda  | 0   | 2     | 3      | 5     |
| 16   | Canadá         | 0   | 1     | 3      | 4     |
| 17   | Finlandia      | 0   | 1     | 2      | 3     |
| 18   | Japón          | 0   | 1     | 1      | 2     |
| 18   | Polonia        | 0   | 1     | 1      | 2     |
| 20   | Uganda         | 0   | 0     | 4      | 4     |
| 21   | Australia      | 0   | 0     | 3      | 3     |
| 22   | Baréin         | 0   | 0     | 2      | 2     |
| 23   | Bélgica        | 0   | 0     | 1      | 1     |
|      | TOTAL          | 108 | 108   | 108    | 324   |